# Blues Brothers 2000
Blues Brothers 2000 – kontynuacja komedii muzycznej Blues Brothers (1980). Film podobnie jak pierwsza część, został wyreżyserowany przez Johna Landisa. W filmie gościnnie wystąpiło wielu znanych muzyków: m.in. Aretha Franklin, James Brown, B.B. King, Erykah Badu, Eric Clapton.

## Opis fabuły
Elwood Blues (Dan Aykroyd) opuszcza więzienie po 18-letniej odsiadce. W tym czasie wiele się zmieniło: jego brat Jake zginął podczas próby ucieczki, nie żyje również ich przybrany ojciec Curtis, a sierociniec, w którym się wychował, został zamknięty. Siostra Mary (Kathleen Freeman) pracuje aktualnie w szpitalu i powierza tymczasowej opiece Elwooda niesfornego chłopca imieniem Buster (J. Evan Bonifant). Elwood zabiera chłopca i namawia muzyków ze starego zespołu do wznowienia działalności. Dołącza do nich dobrze zapowiadający się wokalista, barman Mack McTeer (John Goodman) oraz, z początku stojący po przeciwnej stronie, komendant policji Cab Chamberlain (Joe Morton), syn Curtisa. Wspólnie wyruszają na konkurs zespołów bluesowych do Luizjany organizowany przez królową Moussette (Erykah Badu). Muzyków ściga rosyjska mafia, policja oraz prawicowi ekstremiści.

## Obsada
- Dan Aykroyd jako Elwood Blues
- John Goodman jako Mighty Mack McTeer
- Kathleen Freeman jako Matka Przełożona Mary Stigmata
- Walter Levine jako strażnik
- Tom Davis jako pracownik w biurze więzienia
- Frank Oz jako naczelnik
- B.B. King jako Malvern Gasperon
- J. Evan Bonifant jako Buster
- Gloria Slade jako recepcjonistka w policji
- Joe Morton jako Cabel Chamberlain
- Jennifer Irwin jako zakonnica
- James Brown jako wielebny Cleophus James
- Aretha Franklin jako pani Murphy
- Jennifer Irwin jako zakonnica
- Junior Wells jako Junior Wells
- Lonnie Brooks jako Lonnie Brooks
- Erykah Badu jako Queen Mousette
- Nia Peeples jako porucznik Elizondo
- Jeff Morris jako Bob
- Paul Shaffer jako Marco
- Candide Franklin jako Ton Tons Macoute
- Sam Moore jako wielebny Morris
- Wilson Pickett jako pan Pickett
- Eddie Floyd jako Ed
- Jimmie Vaughan jako członek zespołu Aligatory z Louisiany
- Travis Tritt jako członek zespołu Aligatory z Louisiany
- Gary U.S. Bonds jako członek zespołu Aligatory z Louisiany
- Eric Clapton jako członek zespołu Aligatory z Louisiany
- Clarence Clemons jako członek zespołu Aligatory z Louisiany
- Bo Diddley jako członek zespołu Aligatory z Louisiany
- Jon Faddis jako członek zespołu Aligatory z Louisiany
- Billy Preston jako członek zespołu Aligatory z Louisiany
- Joshua Redman jako członek zespołu Aligatory z Louisiany
- Koko Taylor jako członek zespołu Aligatory z Louisiany
- Darrell Hammond jako Robertson
- Steve Lawrence jako Maury Slin
- Willie Hall jako Willie Hall
- Tom Malone jako "Bones" Malone
- Steve Cropper jako Steve "Pułkownik" Cropper
- Matt Murphy jako Matt "Gitara" Murphy
- Donald Dunn jako Donald "Duck" Dunn
- Lou Marini jako "Blue Lou'" Marini

## Odbiór
W przeciwieństwie do poprzednika, film został chłodno przyjęty i otrzymał w większości negatywne recenzje; serwis Rotten Tomatoes w oparciu o opinie z 44 recenzji przyznał mu wynik 45%, czyli "zgniły".